# Mariachi Vargas de Tecalitlán
El Mariachi Vargas de Tecalitlán es una orquesta de música folklórica mexicana creada en el año 1897 por el maestro Gaspar Vargas López, (1880-1969). Que se encuentra actualmente bajo la producción artística y dirección general del maestro Rubén Fuentes, y cuya dirección musical está a cargo de Carlos Martínez. La agrupación está conformada por un arpa, una vihuela, una guitarra, un guitarrón, tres trompetas y siete violines, y se autodenominan El Mejor Mariachi del Mundo, nombre que el propio Fuentes (cuando era, en 1956, director artístico de la RCA Víctor) sugirió para el grupo.

## Introducción
El mariachi tiene su origen más remoto en la música europea que los frailes franciscanos enseñaron a los indígenas de Cocula poco después de la conquista de México. Estos frailes notaron que los habitantes de este lugar contaban ya con una cultura musical propia y parecían disfrutar mucho de esta, así que utilizaron la enseñanza de la música europea como una manera de acercarse a la población.
Es debido a esta cercanía incipiente con la población rural de México, que el mariachi nace (aproximadamente en 1630) como un medio de expresión de las clases populares en este país y tiene de origen una conexión directa con las costumbres y tradiciones de los campesinos; nutriéndose siempre de las historias y relatos de las clases populares, lo que se ve reflejado en el tono y tema de las composiciones de este género musical. Este proceso también se ha visto influido por la evolución de la sociedad mexicana, de su cultura y sus hábitos.
El Mariachi Vargas ha sido parte de este proceso desde finales del siglo XIX (1898), y es uno de los principales herederos de estos casi 400 años de tradición musical y cultural mexicanos.[cita requerida]
De esta manera, el Mariachi Vargas es actualmente uno de los más representativos de la historia del mariachi, pues ha sido el grupo que ha influido de manera más constante y, a veces, decisiva en la conformación del estilo musical llamado mariachi, depurando primero el aspecto agreste de la música de la comarca de Tecalitlán (a la que pertenecía don Gaspar), junto con el modo fino y estilizado de la música considerada letrada por la élite regional jalisciense (tradición aportada por el maestro Fuentes), pasando por la influencia marcada de un músico de origen campesino (Silvestre Vargas) que buscó después trascender a través de los medios masivos de comunicación, principalmente la televisión y la radio. Estos eventos convirtieron al Mariachi Vargas en un eje central de la música de regional, principalmente por su calidad y preparación musical. Un logro adicional ha sido la difusión del mismo en la República Mexicana y en el resto del mundo, principalmente en el de habla hispana.
Cabe destacar que en los años 80 y 90, era el mariachi de-facto de Grupo Televisa en todos sus programas de concursos a nivel nacional. Actualmente, este no es el caso, y dio paso a otras agrupaciones de diversa índole.[cita requerida]

## Miembros
Son 14 los músicos que conforman esta agrupación, distribuidos de la siguiente manera:
Arpa
Víctor Álvarez Contreras (Desde 2018) 
Guitarra
Arturo Vargas Basulto (Desde 2003)
Jonathan Palomar Villagrán (Desde 2017)
Vihuela
Gilberto Aguirre Macías (Desde 2013)
Guitarrón
Enrique De Santiago Mariscal (Desde 1989)
Trompetas
Gustavo Alvarado Guillen (Desde 1991)
Luis Fernando Velázquez Zavala (Desde 2008)
Agustín Sandoval Quintero (Desde 2019)
Violines
Daniel Martínez Rodríguez (1985)
Andrés Gonzáles Anaya (Desde 2007) 
Carlos Efrén  Martínez Arreguín (Director Musical Desde 2014)
Óscar Ortega Ornelas (Desde 2017)
Roberto López Arias (Desde 2018) 
Ángel López Jiménez  (Desde 2018)
El 14 de enero de 2011 se anunció el retiro de Víctor Cárdenas (vihuela). En su juventud tocó en la Plaza Garibaldi (Ciudad de México) hasta que fue escogido por Silvestre Vargas y Heriberto "El Curita" Molina como miembro del mariachi en 1960. Se ha convertido, a lo largo de este medio siglo, en "El rey de la Vihuela" gracias a que creó en este tiempo un estilo y sonido únicos, reflejados en piezas como Violín huapango y El cascabel.
Finalmente, el 21 de julio de 2012 es anunciado el retiro de Steven Sandoval (violín), violinista del mariachi desde 1998, quien sucedió a Mario de Santiago (miembro desde 1950 hasta 1998; primero en trompeta y luego en violín). Se destacó como una de las voces más relevantes del grupo, destacándose sobre todo en canciones como Por amor (Rafael Solano) y La bamba.

## Historia
La historia del mariachi se divide en cinco etapas (o generaciones: la primera generación, desde 1898 hasta 1930; la segunda, desde 1931 hasta 1949; la tercera, desde 1950 hasta 1974; la cuarta, desde 1975 hasta 1999, y la quinta, desde 2000 hasta la fecha.[cita requerida]

### Primera generación (1898-1930)

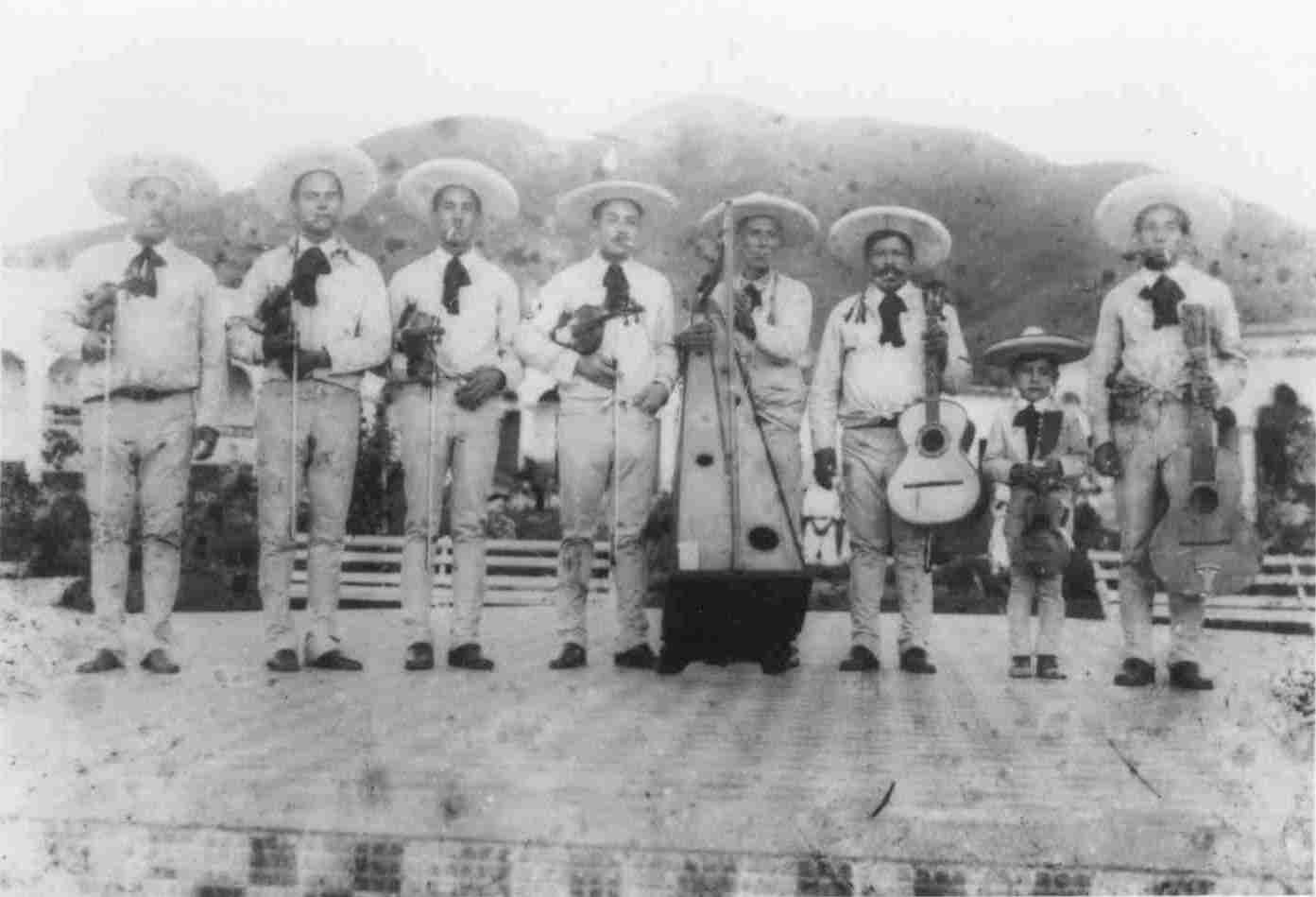
Integrantes del Mariachi Vargas, en 1932.

Al sur de Jalisco, en una pequeña ciudad llamada Tecalitlán, nació el Mariachi Vargas. La agrupación empezó como un conjunto local y pueblerino de músicos de tiempo parcial. Fundada por Gaspar Vargas López (campesino y analfabeto) en 1898, cuya formación durante esos años fue dada por: la guitarra de golpe (o mariachera), interpretado precisamente por Gaspar Vargas, el arpa de madera por Manuel Mendoza, y tres violines interpretados por Lino Quintero, Refugio Hernández y Pedro Arriaga. Sus primeros repertorios (que consistían en sones, jarabes, canciones, corridos, valses y polkas) hacían parte de la tradición campesina de la región.[cita requerida]
La agrupación ya llevaba mucho tiempo y repertorios en ensayo, pero (según la tradición oral), para que una agrupación tuviera el privilegio de tocar en las fiestas locales de aquel tiempo, o lo tomaran en cuenta, tenían que pasar por el "visto bueno" de las autoridades locales. De este modo, se maneja como fecha de fundación del Mariachi Vargas el 15 de septiembre de 1898, cuando fueron contratados para tocar en la celebración local de las fiestas patrias por el presidente municipal de Tecalitlán, Trinidad de la Mora, lo que les dio su aprobación oficial. El mariachi tenía mucha sonoridad; sin embargo, sus músicos se vestían pobremente. No poseían conocimientos de notas ni técnica musical y mucho menos se daban cuenta de la admiración que ellos producían a sus oyentes con los sones que interpretaban. Tocaban en fiestas y verbenas de los pueblos, y su música era lírica, alegre, festiva y original, siempre rodeados de multitudes, quienes escuchaban sus interpretaciones con mucho entusiasmo.[cita requerida]
El mariachi llevaba serenatas, tocando en las plazas, e iba a participar de las fiestas locales de pueblos vecinos (el más lejano, Colima). Ese era el viacrucis por el que pasaban los mariachis en aquel tiempo, puesto que en aquel entonces las bandas y las orquestas eran consideradas como lo mejor, y el mariachi era considerado despectivamente por la aristocracia de entonces como música sólo del pueblo. Muchos de los mariachis que existían en aquellos tiempos fueron desapareciendo pronto, debido a la falta de estímulo y por los maltratos -provenientes de las clases más acomodadas- de los que eran víctimas; sin embargo, el éxito que fue obteniendo el Mariachi de Gaspar Vargas (como se le conocía antes, llamándose luego el Mariachi Vargas de Tecalitlán) corrió por los alrededores, y llegó primero a los pueblos vecinos a Tecalitlán y luego se expandió por los estados de Jalisco y Colima.[cita requerida]
En esos tiempos, los estilos de mariachi se diferenciaban por regiones, y había una fuerte controversia sobre el estilo de Tecalitlán y el de Cocula. El Mariachi de Cocula utilizó el guitarrón y la vihuela, en lugar del arpa y la guitarra de golpe (usados por el mariachi en Tecalitlán), además de los dos violines. Con estos instrumentos, se estableció el Sonido Tecalitlán, que se distinguió del sonido Cocula. El mejor mariachi de Tecalitlán era el de Gaspar Vargas. Ellos tocaban de todo, sin faltar aquellos sones, que tocaban magistralmente. El estilo de tocar de Gaspar Vargas trascendió fuera de la comarca y, además, el arpa, tocada por Manuel Mendoza, causó admiración de todo el pueblo, de tal manera que no había quien lo superara.[cita requerida]
Silvestre Vargas Vázquez, hijo de Gaspar Vargas, contaba que su padre ayudaba a cualquier persona o ser viviente que pasaba por necesidad, y en 1913 incorporó como músico eventual a un hombre que era diestro con el cornetín (instrumento similar a la trompeta) quien, como era músico de banda, tocaba muy fuerte, tapaba el sonido de los demás instrumentos, y por tal motivo no fue muy bien aceptado por el público.[cita requerida]
Silvestre pedía a su padre que lo educara en el toque del violín. En 1914, ensayaba las canciones mexicanas más en boga en su primer violín, uno de carrizo, y después lograron comprar un violín reglamentario. Finalmente, en 1921 ingresó como violinista al mariachi de su padre, aún músico de tiempo parcial, puesto que su oficio principal era el de campesino. El hijo de don Gaspar Vargas comentaba:

"Nuestra vida era tranquila y feliz, dedicados a alegrar las fiestas de la comarca. Para entonces, nuestra fama ya cundía por todo el estado. 'Nadie como los de Tecalitlán', decían los entendidos cuando se hablaba de mariachis."

[cita requerida]

### Segunda generación (1931-1949)

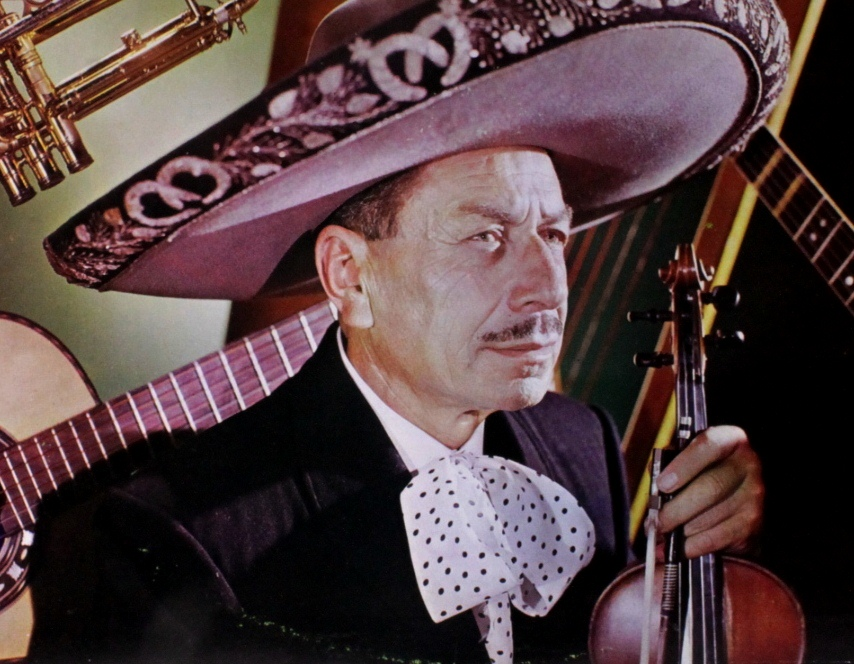
Silvestre Vargas (1901-1985), músico y violinista del Mariachi Vargas desde 1921 hasta 1975, director de la agrupación entre 1931 y 1955.

En esta etapa, se da la transición de músicos de medio tiempo hacia músicos de tiempo completo, dedicados a las giras y asociados luego a los medios de comunicación masiva. Pronto, el grupo se residenció en la Ciudad de México, aunque sus integrantes regresaban regularmente a su zona de origen. Sin embargo, gracias al apoyo del presidente Lázaro Cárdenas del Río, el trabajo no faltaba. Acompañaba a cantantes afamados o incluía por su cuenta a un cantante solista. Entre sus miembros, se contaban cada vez los no oriundos de Tecalitlán. Es una etapa compleja en que se sucede una serie de cambios que guían progresivamente al Mariachi Vargas desde el campo del mariachi tradicional al ámbito del mariachi moderno.[cita requerida]
En el período de 1928 a 1930, el Mariachi Vargas ya tocaba en ciudades próximas a Tecalitlán como Tuxpan, Tamazula, Ciudad Guzmán y Colima. En 1930, la agrupación representó al estado de Colima, en una fiesta con manifestaciones culturales de diversas zonas de México, que el presidente Pascual Ortiz Rubio ofreció al general Plutarco Elías Calles a su regreso de un viaje por Europa. En 1931, un empresario de Tijuana los contrató y Manuel Mendoza declinó marcharse por su edad avanzada, reemplazado por el arpista de Tamazula Francisco Álvarez. Silvestre Vargas asume entonces la dirección del grupo y, como primer paso en su reorganización, decide ampliarlo contratando a dos músicos más. En 1933, el Mariachi Vargas triunfó en un concurso de Guadalajara y otro en Ciudad de México y se quedó dos meses. Después, en la campaña electoral de Lázaro Cárdenas, el grupo viajó con él por todas las haciendas o ranchos del Estado de Jalisco.[cita requerida]
En 1934, el conjunto se asentó definitivamente en la capital mexicana y, con el apoyo del presidente Lázaro Cárdenas, obtuvo trabajo estable en la Jefatura de Policía del Distrito Federal, bajo las órdenes del músico y director de orquesta Miguel Lerdo de Tejada y empezó a animar las fiestas y reuniones de los amigos del presidente, y en 1937 inicia su carrera discográfica y a participar en el cine nacional. Así es mi tierra fue su primera película y, a la fecha, ha participado en más de 200 películas.[cita requerida]
En 1941, ante la insistencia de Emilio Azcárraga Vidaurreta, propietario de la emisora radial XEW, en un intento por modernizar el sonido del mariachi, es integrado el trompetista Miguel Martínez, cuyo estilo le hace ganar aceptación del público. A partir de entonces, se considera a la trompeta como un instrumento definitivo de la formación de los grupos de mariachi. Hasta hoy, se considera a Miguel Martínez como el creador del estilo de ejecución de la trompeta, adaptado al mariachi.[cita requerida]
En 1944, el violinista Rubén Fuentes se unió a la agrupación. Pronto aprendió de Silvestre Vargas la forma tradicional de ejecución de la música de mariachi y del compositor Manuel Esperón el estilo de composición nacionalista. Dos años después, de común acuerdo con Silvestre Vargas, asumió la dirección musical del grupo e inició la adecuación de los sones a partir de la técnica de solfeo, por lo que exigió que los demás músicos realizaran estudios musicales formales. Algunos de los integrantes rechazaron la idea y se marcharon del grupo. Al final de esta etapa, debido a la influencia de Rubén Fuentes, la imagen y sonido del grupo cambió, se demandó mayor presencia y conocimiento y el mariachi se preparó para superar la subestimación que el público de la clase alta tenía de éste.[cita requerida]

### Tercera generación (1950-1975)

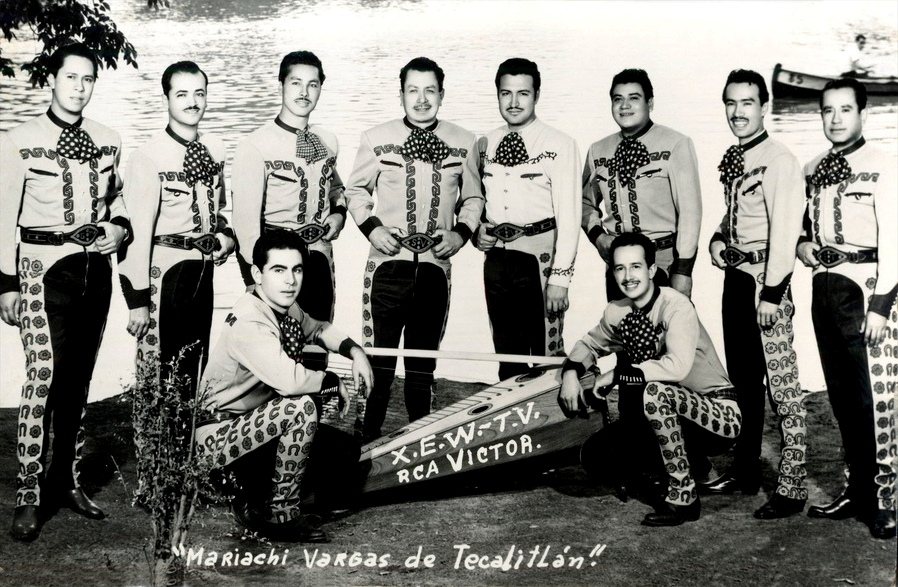
El Mariachi Vargas a comienzos de los años 50, siendo Rubén Fuentes su director general y musical. De izquierda a derecha (de pie): Gonzalo Meza, José Contreras, Lino Briseño, Silvestre Vargas, Miguel Martínez, Asunción Casillas, Rigoberto Pantoja, Santiago Torres; (sentados): Arturo Mendoza y Rubén Fuentes. Fotografía para RCA Víctor.

En esta etapa, Rubén Fuentes se encarga por completo de la dirección del grupo y, sin olvidar las raíces y tradición mariachera, inició una transformación en la agrupación para que los huapangos y los sones se ejecutaran siguiendo los arreglos y adaptaciones del director, sin dejar lugar a improvisaciones. Este momento se considera lo que se ha denominado la Época de Oro de la canción ranchera y de su creciente proyección internacional, con la voz de Miguel Aceves Mejía. La mayoría de las demás agrupaciones de mariachis entonces toma como modelo a seguir al Mariachi Vargas. Se inician las giras internacionales del grupo por Estados Unidos, Panamá, Ecuador, Colombia, Chile, Cuba, Argentina y Venezuela y sus participaciones en grabaciones acompañando, además de Aceves Mejía, tanto en presentaciones como en grabaciones, a Jorge Negrete, "El Charro" Avitia, Nicandro Castillo, Amalia Mendoza, José Alfredo Jiménez, Marco Antonio Muñíz, Pedro Infante.[cita requerida]
En este periodo, destaca como solista de la agrupación el violinista Heriberto Molina, también conocido como "El curita", quien se convierte en la voz principal del Mariachi Vargas durante más de dos décadas.[cita requerida]
En 1953, Gaspar Vargas se retira del grupo, a raíz de un altercado entre él y Silvestre Vargas, como mencionó en una entrevista el trompetista Miguel Martínez, lo que hace que, en su lugar, se contrate al arpista Arturo Mendoza. Indican algunos exintegrantes, aún vivos, que Gaspar Vargas, además de su dominio de los sones de mariachi, improvisaba al momento, pero impedía que cualquier otro músico copiara sus técnicas, llegando al extremo de amenazar con daga en mano a quien se atreviera. En 1954, Rubén Fuentes se retira como violinista del Mariachi Vargas, pues su éxito como compositor y arreglista lo convirtieron en director artístico de la filial mexicana de RCA Víctor.Jesús Rodríguez de Híjar, quien ingresó en 1954 al Mariachi Vargas como violinista, ascendió a director musical en 1955, aunque tocaba como músico reemplazante desde 1948 en algunos eventos o como refuerzo para las grabaciones.

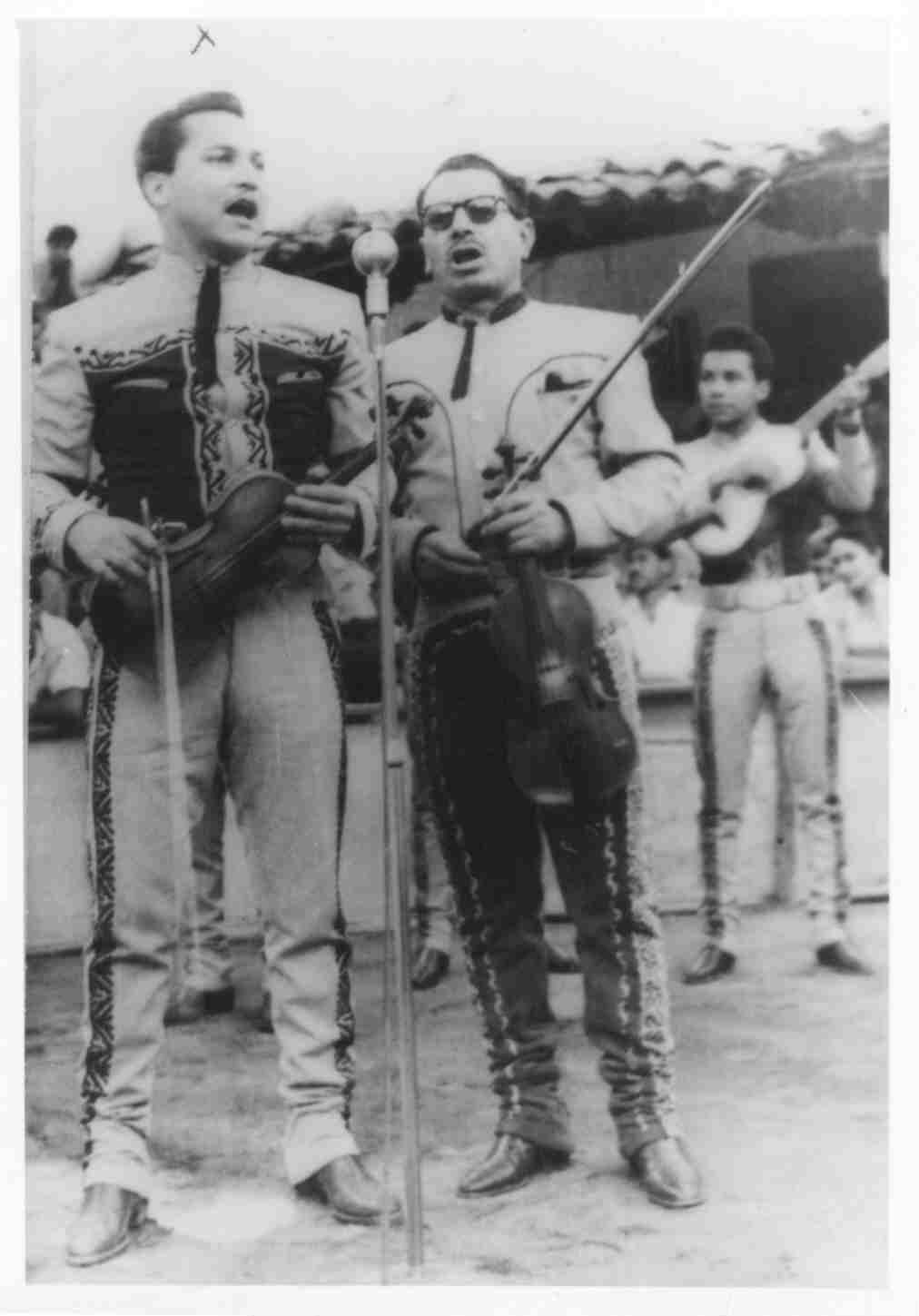
Mario Santiago y Silvestre Vargas en 1959.

Debido a la artritis, Silvestre Vargas se vio forzado a retirarse gradualmente como músico a finales de los años 50, aunque en las grabaciones solo se limitaba a "echar los gritos" y se mantenía en labores de administración y relaciones públicas. Tiempo después, por decisión personal, Miguel Martínez se retiraría del Mariachi Vargas.[cita requerida]
Debido a su contrato de exclusividad con RCA Víctor Mexicana, el Mariachi Vargas de Tecalitlán debió recurrir a la estrategia de aparecer en diversas grabaciones para otras empresas, con otros nombres tales como Mariachi Guadalajara, Mariachi Jalisciense de Rubén Fuentes, Mariachi Monumental de Silvestre Vargas o Mariachi Los Mamertos, entre otros seudónimos.[cita requerida]
Dos años antes de las Olimpiadas de 1968, celebradas en la Ciudad de México en 1968, el gobierno de México lleva al Mariachi Vargas a una gira internacional de promoción del evento, volviendo a hacerlo para la Copa Mundial de Fútbol de 1970. La gira abarcó desde Marruecos hasta Japón, Hong Kong, Tailandia, Singapur e Indonesia, donde despertó entusiasmo.[cita requerida]
Con la supervisión de Rubén Fuentes y la asistencia de Rigoberto Alfaro, Rodríguez de Híjar añade al repertorio del Mariachi Vargas piezas de música clásica. Para esos tiempos, también se prepara el disco La "nueva" dimensión (1968), en el que ensaya combinaciones rítmicas de Sudamérica, sobre todo de Venezuela, junto con variaciones de sones de mariachi, de tal modo que logran exhibir ritmos novedosos; de igual forma, introducen composiciones de algunos integrantes del conjunto y la pieza "La Bikina", que después llegó a rivalizar con el "Son de la negra" como pieza representativa del mariachi. A partir de este disco, los acordes se volvieron más complejos y se revelaron varias tendencias musicales que se verían con mayor frecuencia en el mariachi.[cita requerida]
En este periodo se consolida la llamada armonía de oro del Mariachi Vargas, con los aportes de Navitidad Santiago, en el guitarrón, Rigoberto Alfaro en la guitarra, Víctor Cárdenas en la vihuela y del arpista Arturo Mendoza, conformando una de las mejores secciones de armonía en mariachis, según expertos en este tipo de música.[cita requerida]
En 1968, se desarrolla un espectáculo del que deriva el disco Fiesta en Jalisco (1970), que hasta hoy hace parte del repertorio de todos los mariachis del mundo. Ese mismo año, Rigoberto Alfaro abandona el grupo para desempeñarse como arreglista y productor. Hacia 1973, la mayoría de los músicos del Mariachi Vargas ya leían partituras; sin embargo, su director de entonces, Jesús Rodríguez de Híjar, se esforzaba porque se mantuviera el sentimiento propio de la ejecución.[cita requerida]

### Cuarta generación (1975-1999)
En 1975, José "Pepe" Martínez se convirtió en el director musical del Mariachi Vargas. En la década de 1970, el interés en la música mariachi fue disminuyendo. Pero eso cambió cuando en la ciudad estadounidense de San Antonio, se celebró la Primera Conferencia Internacional de Mariachi que despertó un nuevo entusiasmo por este tipo de agrupación, lo que motivó la organización de muchas otras conferencias, cuyos promotores quisieron tener al Mariachi Vargas como participante.[cita requerida]
En 1983, el Mariachi Vargas apareció por primera vez en la Conferencia Internacional de Mariachi de la ciudad estadounidense de Tucson y tres años después, en una nueva conferencia en Tucson, la agrupación acompañó a Linda Ronstadt, quien cantó en español por primera vez, lo que motivó la grabación de su álbum Canciones de mi padre, en 1987, con el Mariachi Vargas, con el cual ganó un premio Grammy y además realizó una gira en México con esta agrupación. En 1989, el Mariachi Vargas lanzó su CD En concierto, en el cual presentó el concepto de ejecución de temas de música clásica o académica por parte de un mariachi. También el grupo acompañó a la vocalista y actriz mexicana Lucero en la década de 1990, cuando decidió incursionar en el género de la música ranchera.[cita requerida]

### Quinta generación (2000-presente)
En esta etapa, la agrupación presenta trabajos discográficos tales como: Quinta generación, Sinfónico, Sinfónico 2, Penas, desengaños... y amores, Por ti volaré, Misa panamericana, Para nuestros amigos, Sinfónico concierto en vivo (2006), Rancheras... y algo más (2007), Y aquí estamos (2008), La inspiración de sus integrantes (2009), Sinfónico 3 y Lo mejor del Mariachi Vargas de Tecalitlán, edición bicentenario, ambos lanzados en 2011. Actualmente, la agrupación está conformada por un arpa, una vihuela, una guitarra, un guitarrón, tres trompetas y siete violines. Las canciones que interpretan ahora oscilan entre los sones tradicionales y las obras clásicas, así como a los popurrís, que siguen atrayendo al público en todas partes. En los 100 años transcurridos desde su fundación, el grupo ha pasado por algunos cambios importantes. Si bien hubo cierto grado de desviación de la tradición durante ese tiempo, el grupo ha mantenido sus raíces a través de la interpretación de los tradicionales sones mexicanos. En 1997, el Mariachi Vargas de Tecalitlán celebró sus primeros cien años de fundación con una serie de conciertos, de los cuales los más memorables son los que la agrupación realizó en Japón; allí, en sus presentaciones, logró una total aceptación entre los espectadores.
En esta etapa, la agrupación ha influido en las nuevas agrupaciones de mariachis, propiciando movimientos como festivales y conferencias internacionales de mariachi y ha motivado la creación de talleres y la enseñanza de este género en escuelas primarias, secundarias, preparatorias y universidades de Estados Unidos y la creación de escuelas del género en países, como Colombia y Venezuela, donde existen pequeñas agrupaciones del género.[cita requerida]
En 2015 graban El Gran Concierto de Gala de Mariachi junto a una Orquesta Binacional. Este se lanza en varios formatos en el 2017.[cita requerida]
En la actialidad y debido a la celebración de su 120° Aniversario de Fundación, lanzan el álbum Cuando suena el mariachi, el mundo canta, acompañado de la realización de videoclips para sus sencillos "Prometo" y "Mi reina y mi tesoro".[cita requerida]

## Discografía
La presente discografía abarca solamente sus discos LP y CD, ante la imposibilidad de compilar sus anteriores trabajos en discos de 78 rpm:
- Mariachi Vargas (RCA Victor, 1953.
- El Mejor Mariachi Del Mundo Vol. I (RCA Victor, 1956).
- Mariachi Vargas of Tecalitlán (RCA Victor, 1957).[20]
- El Mejor Mariachi Del Mundo Vol. II (RCA Victor, 1959).
- Pasodobles (RCA Victor, 1960).
- Valses Mexicanos (RCA Victor, 1961).
- Bailes Regionales de México (RCA Victor, 1963).
- Bailando Polkas Vol. I (RCA Victor, 1963).
- Danzones (RCA Victor, 1964).
- Sones de Jalisco (RCA Victor, 1965).
- Lo Mejor del Mariachi Vargas de Tecalitlán Vol. I (RCA Victor, 1965).
- Poeta Y Campesino (RCA Victor, 1967).
- De Las Mañanitas... a las Golondrinas (RCA Victor, 1967).
- La "Nueva" Dimensión (RCA Victor, 1968).
- Fiesta En Jalisco (RCA Victor, 1970) -este es el primer disco del Mariachi Vargas que incluye popurrís-.
- Viva El Mariachi (RCA Victor, 1971).
- Lo Mejor del Mariachi Vargas de Tecalitlan Vol. II (RCA Victor, 1972).
- Los Apaches (ALSHIRE, 1972) -Este fue un LP publicado con el nombre de Los Apaches, aunque todavía era el Mariachi Vargas. El LP tiene una fecha de lanzamiento de 1972, pero posiblemente se registró con anterioridad.
- Mariachis En Acapulco! (RCA Victor, 1973).
- Great Musical Hits from the USA (RCA Victor, 1973).
- LXXV Aniversario (RCA Victor, 1973).
- Temas Internacionales (644 ANTILLA, 1974).
- El Mariachi Vargas de Tecalitlán: Selecciones De Reader's Digest (RCA Ariola, 1976).
- "El Mejor Del Mundo" (RCA Victor, 1976).
- Mariachi Rock (Peerless, 1977) -Registrada bajo el nombre de Mariachi Los Vargas, también incluyó Mariachi Tenochtitlán de Heriberto Aceves (un grupo que se convirtió en el Mariachi 2000 de Cutberto Pérez en 1982). El grupo se denominó Mariachi Tenochitlán 2000 de Heriberto Aceves y Cutberto Pérez por un breve tiempo-.
- México Le Canta a Venezuela (Polydor de Venezuela, 1978) -Editado sólo en Venezuela-.
- El Mejor Mariachi del Mundo: Vargas de Tecalitlán Vol. II? (RCA Victor, 1978).
- Lo Mejor de Juan Vicente Torrealba con el Mariachi Vargas de Tecalitlán (1978, Editado sólo en Venezuela).
- Las Mejores Cumbias con Mariachi en México" (Peerless, 1978) -grabajo bajo el nombre de Los Vargas de Arturo Mendoza-.
- Hablando Claro... (RCA Victor, 1980).
- Bailando Polkas Vol. II (RCA Victor, 1981) -Rematrizaje digital de diferentes sesiones de grabación con Miguel Martínez ente 1951 y 1952.
- México es Mágico (RCA Victor, 1981).
- Cumbias (RCA Victor, 1982).
- 85 Años (Peerless, 1983).
- Latinoamérica y Su Música (Peerless, 1984).
- Las mañanitas (Peerless, 1984) -86 años-.
- Mariachi Cumbias Mexicolombia (Peerless, 1984).
- Souvenir México '86 (RCA Camden, 1986).
- Mexicanísimo (RCA Victor, 1986).
- "El Mariachi" (PolyGram, 1989).
- En Concierto (PolyGram, 1989).
- Los Sones Reyes (Philips, 1991).
- Mexico's Pioneer Mariachis-Vol.3 (Arhoolie, 1992) -Las primeras grabaciones: 1937-1938.
- La Fiesta Del Mariachi (Philips, 1994).
- Rubén Fuentes 1944-1994: 50 años (Mercury, 1995).
- ¡Viva El Mariachi! (PolyGram, 1996).
- Aniversario 100: Canciones Mexicanas Que Canta El Mundo (PolyGram, 1997).
- Canto a Latinoamérica (PolyGram, 1998)
- La Gran Fiesta Mexicana (Music Art Productions, 1998).
- Al Son Que Nos Toquen (Sony BMG Latin, 1999).
- Colección Original (Sony BMG Latin, 1999) -Esta es una recopilación de grabaciones hechas durante 1958-1968 -.
- Lo Mejor de lo Mejor (Sony BMG Latin, 2000) -Esta es una recopilación de grabaciones hechas durante 1958-1967 -.
- Tradicionales de México Lindo Y Querido (LIDERES, 2001).
- Sinfónico Acompañado por la Orquesta Filarmónica del Estado de Querétaro (Sony BMG Latín,[21] 2001) -Dirigida por el Mtro. José Guadalupe Flórez-.
- 5.ª. Generación (Sony BMG Latín, 2002).
- Sinfónico 2 Acompañado por la Orquesta Filarmónica del Estado de Querétaro (Sony BMG Latín,[21] 2002) -Dirigida por el maestro José Guadalupe Flórez-.
- Penas, Desengaños Y Amores (Independiente, 2004).
- Por ti volaré (2006)
- Rancheras... y Algo más (Independiente, 2007).
- Y aquí estamos (Independiente, 2008).
- La inspiración de sus integrantes (Nocturno Récords, 2009).
- Sinfónico 3 Acompañado por la Orquesta Filarmónica del Estado de Querétaro (2011) -Dirigida por José Guadalupe Flórez.
- Lo mejor del Mariachi Vargas de Tecalitlán: edición bicentenario (recopilación, 2011).
- Aniversario 115. (2013)
- Boleros, Baladas Y Bachatas. ( 2014). Siendo esta la ultima producción de José ''Pepe'' Martínez.[22]
- 16 Razones Para Cortarse Las Venas. (2015)
- "El Gran Concierto" Acompañado por la Orquesta Binacional (CD, DVD, digital; grabado en 2015 pero lanzado en 2017)
- "Cuando suena el mariachi, el mundo canta" (2016)
- ''Sinfónico De Aniversario'' (2019)

Adicional a estos discos, el Mariachi Vargas ha acompañado y grabado discos con Pedro Vargas, Libertad Lamarque, Álvaro Carrillo, Pedro Infante, Jorge Negrete, Antonio Aguilar, Lucha Reyes, Lola Beltrán, Amalia Mendoza, José Alfredo Jiménez, Lucha Villa, Juan Gabriel, Hugo Avendaño, Cristian Castro, Grupo Latino, Luis Miguel (México en la Piel: 2004 y MÉXICO Por Siempre: 2017), Alejandra Orozco, Lucero (Con mi sentimiento: 1990, Lucero de México: 1992, Cariño de mis cariños: 1994, etcétera), Estela Núñez (1972), Miguel Aceves Mejía, entre muchos otros. En la obra y producción discográfica del compositor oaxaqueño Álvaro Carrillo, el Mariachi Vargas tuvo intervención en el LP denominado "Álvaro Carrillo interpreta las canciones de Álvaro Carrillo", disco que décadas después sería lanzado por el ayuntamiento de la localidad del compositor, Álvaro Carrillo en la intimidad.[cita requerida]

## Cancionespopulares
- La negra (El son de la negra) (Silvestre Vargas, Rubén Fuentes, Blas Galindo).
- El jarabe tapatío.
- Cielito Lindo Huasteco.
- Bésame mucho (Consuelo Velázquez).
- Por Amor (Rafael Solano).
- Soy México.
- La Bikina. (Rubén Fuentes)
- El pastor.
- Viva Querétaro.
- Por ti volaré.
- Las voces de Fuentes (popurrí de huapangos compuestos por Rubén Fuentes, con arreglos de Jeff Nevin Archivado el 29 de abril de 2010 en Wayback Machine.: El buena suerte, Al derecho y al revés, ¿Dónde estás, dónde te fuiste?, Semana Santa y La Voz).
- Veracruz es bello (Popurrí) (popurrí de canciones de Agustín Lara con arreglos de José "Pepe" Martínez).
- Popurrí de Pepe Guízar (El mariachi de mi tierra) (El mariachi, Sin ti, Guadalajara).
- Violín Huapango (José "Pepe" Martínez, Juan Arturo Ortega).
- El Mariachi loco